# Utopía (álbum de Belinda)
Utopía es el segundo álbum de estudio de la cantante pop mexicana Belinda. Fue lanzado el 3 de octubre de 2006. Después de un mes de haber sido su lanzamiento, el álbum recibió disco de oro en México por más de 51 mil copias vendidas, cuatro meses después el disco logra la certificación de disco de platino por más de 100 mil copias vendidas solo en México, el cual le fue entregado en el programa de despedida de otro rollo en Acapulco, Guerrero. El álbum contiene un total de trece canciones, once de ellas en español y dos en inglés. El álbum fue relanzado el día 25 de septiembre de 2007 bajo el nombre Utopía² o Utopía 2.

## Información
Utopía marca el primer álbum de Belinda con la discográfica EMI, después de dejar Sony BMG por diferencias creativas en el verano del 2006.
El álbum contiene tonos más oscuros y es descrito como un álbum más maduro por sus letras y baladas, en contraste a Belinda, su álbum debut. La inspiración fue generada de libros, incluyendo a Utopía de Thomas More.
Belinda apareció en la película de Disney The Cheetah Girls 2 y contribuyó a la banda sonora de la misma, lo que dejó a su discográfica EMI que esperara para un relanzamiento en inglés; ella pasó una semana en Los Ángeles regrabando Utopía 2, un relanzamiento CD/DVD para Norteamérica por EMI International el 25 de septiembre de 2007.
En el 2022, en una entrevista con Los 40 Belinda comentó lo siguiente:

"Utopía es mi disco favorito. Es el disco más rockero y más arriesgado. Las letras hablan por sí solas. Empecé a vivir traiciones de amor, era la primera vez que me lastimaron de esa manera tan fuerte y tan real. No hay medicina para un corazón roto. No hay cura. También es un disco más oscuro, con ese toque dark que me encanta. Ese disco es lo que es Belinda. Utopía me representa en todos los aspectos."
Belinda

### Producción
Las sesiones de grabación del álbum tomó lugar de marzo a agosto de 2006 en varios estudios de grabación en Miami, Los Ángeles y Nueva York bajo la producción ejecutiva de Nacho Peregrín. Las producciones fueron llevadas a cabo por Martin "Doc" McKinney, Mitch Allan, Jimmy Harry, Lester Mendez, Greg Kurstin, Greg Wells, Kara DioGuardi y Rob Wells.

### Promoción
Belinda hizo apariciones en programas como Bailando por un sueño, Bailando por la boda de mis sueños y Buscando a Timbiriche: La Nueva Banda para promocionar el álbum.

#### Tour
Realizó una gira musical, la cual se dividió en dos partes, Utopía 2007 y Utopía 2008. La primera comenzó en marzo de 2007 y terminó en Querétaro en diciembre de 2007; la segunda parte comenzó en el 2008 y finalizó el 25 de marzo de 2008 en el Luna Park en Argentina. Con esta gira llegó a varios países de Latinoamérica, así como algunos países europeos, donde hizo presentaciones en programas para promocionar la edición internacional del álbum.
Asimismo, se realizó un programa especial para MTV Latinoamérica de tres capítulos en el que se mostró la planificación, preparación y el arranque de la gira.

## Lista de canciones
- CD,[6] descarga digital[7]

| N.º   | Título                | Escritor(es)                                                                                  | Productor(es)               | Duración |  |
| 1.    | «Utopía»              | Belinda, Nacho Peregrín, Greg Kurstin, Sia Furler                                             | Greg Kurstin                | 3:00     |  |
| 2.    | «Ni Freud ni tu mamá» | Belinda, Nacho Peregrín, Greg Wells, Shelly Peiken                                            | Greg Wells                  | 3:24     |  |
| 3.    | «See a Little Light»  | Jimmy Harry                                                                                   | Jimmy Harry                 | 4:04     |  |
| 4.    | «Bella traición»      | Belinda, Karen Juantorena, Kara DioGuardi, Mitch Allan                                        | Kara DioGuardi, Mitch Allan | 3:45     |  |
| 5.    | «Contigo o sin ti»    | Belinda, Karen Juantorena, Esthero, Martin McKinney, Krista Gonzales, Kobe Eshun              | Martin "Doc" McKinney       | 4:01     |  |
| 6.    | «Alguien más»         | Belinda, Nacho Peregrín, Kara DioGuardi, Mitch Allan                                          | Mitch Allan                 | 3:13     |  |
| 7.    | «¿Quién es feliz?»    | Belinda, Nacho Peregrín, Lester Mendez, Skye Sweetnam                                         | Lester Mendez               | 3:47     |  |
| 8.    | «Pudo ser tan fácil»  | Belinda, Nacho Peregrín, Robert Habolin, Marcus Sepehrmanesh                                  | Greg Wells                  | 3:54     |  |
| 9.    | «Noche cool»          | Belinda, Nacho Peregrín, Kara DioGuardi, Greg Wells, Nicole Scherzinger                       | Rob Wells                   | 3:06     |  |
| 10.   | «Amiga soledad»       | Belinda, Nacho Peregrín, Lester Mendez, Kay Hanley                                            | Lester Mendez               | 4:24     |  |
| 11.   | «Good... good»        | Belinda, Nacho Peregrín, Karen Juantorena, Kandi Burruss, Christian Karlsson, Pontus Winnberg | Jimmy Harry                 | 3:23     |  |
| 12.   | «Luz sin gravedad»    | Belinda, Nacho Peregrín, Jimmy Harry                                                          | Jimmy Harry                 | 4:01     |  |
| 13.   | «Never Enough»        | Belinda, Nacho Peregrín, Greg Kurstin                                                         | Greg Kurstin                | 3:12     |  |
| 47:34 |                       |                                                                                               |                             |          |  |

Notas
- «Utopía» es la versión en español de una canción inédita de Sia, titulada «The Corner».
- «Noche Cool» es la versión en español de la canción «Flirt» de Pussycat Dolls, coescrita por Kara DioGuardi y Nicole Scherzinger.
- «Contigo o Sin Ti» es una versión de la canción de Esthero, «If Tha Mood», de su álbum Wikked Lil' Grrrls.
- «¿Quién Es Feliz?» (¿Who's Happy?) es una versión en español de una canción inédita de Skye Sweetnam, titulada «Remember Me».

### Ediciones especiales
- Edición lanzada en México y Brasil el 12 de noviembre de 2007, incluye las 10 canciones más:

| Edición Especial de México y Brasil |                         |                                                              |          |  |
| N.º                                 | Título                  | Escritor(es)                                                 | Duración |  |
| 2.                                  | «If We Were»            | Shelly Peiken, Greg Wells                                    | 3:25     |  |
| 4.                                  | «End of the Day»        | Mitch Allan, Kara DioGuardi                                  | 3:45     |  |
| 8.                                  | «Takes One to Know One» | Robert Habolin, Marcus Sepehrmanesh                          | 3:55     |  |
| 14.                                 | «Why Wait»              | Matthew Gerrard, Robbie Nevil                                | 3:01     |  |
| 15.                                 | «Ni Freud ni tu mamá»   | Belinda, Nacho Peregrín, Greg Wells, Shelly Peiken           | 3:24     |  |
| 16.                                 | «Bella traición»        | Belinda, Nacho Peregrín, Kara DioGuardi, Mitch Allan         | 3:45     |  |
| 17.                                 | «Pudo ser tan fácil»    | Belinda, Nacho Peregrín, Robert Habolin, Marcus Sepehrmanesh | 3:54     |  |
| 61:40                               |                         |                                                              |          |  |

- Edición lanzada en México y Europa el 19 de noviembre de 2007, incluye las 13 canciones más:

| Edición Especial de México y Europa |                                                                     |                       |          |  |
| N.º                                 | Título                                                              | Escritor(es)          | Duración |  |
| 14.                                 | «If We Were» (Versión en inglés de "Ni Freud ni tu mamá")           | Peiken, Wells         | 3:25     |  |
| 15.                                 | «End of the Day» (Versión en inglés de "Bella traición")            | Allan, DioGuardi      | 3:45     |  |
| 16.                                 | «Takes One to Know One» (Versión en inglés de "Pudo ser tan fácil") | Habolin, Sepehrmanesh | 3:55     |  |
| 17.                                 | «Why Wait» (De The Cheetah Girls 2)                                 | Gerrard, Nevil        | 3:01     |  |
| 61:40                               |                                                                     |                       |          |  |

- Edición lanzada en México e Italia el 29 de febrero de 2008, incluye las 10 canciones más:

| Edición Especial de México e Italia |                                                           |                                                                     |          |  |
| N.º                                 | Título                                                    | Escritor(es)                                                        | Duración |  |
| 2.                                  | «If We Were»                                              | Peiken, Wells                                                       | 3:25     |  |
| 4.                                  | «End of the Day»                                          | Allan, DioGuardi                                                    | 3:45     |  |
| 8.                                  | «Takes One to Know One»                                   | Habolin, Sepehrmanesh                                               | 3:55     |  |
| 14.                                 | «Why Wait»                                                | Gerrard, Nevil                                                      | 3:01     |  |
| 15.                                 | «Your Hero» (con Finley) (Versión en inglés de "Ricordi") | Danilo Calvio, Stefano Mantegazza, Marco Pedretti, Carmine Ruggiero | 4:02     |  |
| 54:39                               |                                                           |                                                                     |          |  |

## Relanzamiento:Utopía 2
Utopía² o Utopía 2 es la reedición del segundo álbum de estudio de la cantante mexicana Belinda. Se lanzó el 25 de septiembre de 2007 en Estados Unidos y Latinoamérica con diferentes ediciones.
El álbum incluye las trece canciones de la obra original, más cuatro canciones en inglés y una inédita en español ("Es de verdad"), que solamente aparece en la edición estadounidense. Además contiene un DVD con los videos de sus 3 primeros sencillos, la grabación del disco y el rodaje entre bastidores de los videos "Bella traición" y "Luz sin gravedad". Tuvo a Belinda, Nacho Peregrín y Emilio Ávila como productores ejecutivos.

## Lista de Canciones
| Utopía 2 – CD |                                                                     |                                                          |                             |          |  |
| N.º           | Título                                                              | Escritor(es)                                             | Productor(es)               | Duración |  |
| 14.           | «Takes One to Know One» (Versión en inglés de "Pudo ser tan fácil") | Robert Habolin, Marcus Sepehrmanesh                      | Greg Wells                  | 3:55     |  |
| 15.           | «If We Were» (Versión en inglés de "Ni Freud ni tu mamá")           | Shelly, Wells                                            | Greg Wells                  | 3:25     |  |
| 16.           | «End of the Day» (Versión en inglés de "Bella traición")            | Allan, DioGuardi                                         | Mitch Allan, Kara DioGuardi | 3:45     |  |
| 17.           | «Es de verdad» (Solo en Estados Unidos)                             | Reyli Barba Arrocha, Karen Juantorena Foyo, Diego Boneta | Armando Ávila               | 3:36     |  |
| 18.           | «Why Wait» (De The Cheetah Girls 2)                                 | Matthew Gerrard, Robbie Nevil                            | Matthew Gerrard             | 3:01     |  |
| 65:16         |                                                                     |                                                          |                             |          |  |

| DVD |                              |             |          |  |
| N.º | Título                       | Director    | Duración |  |
| 1.  | «Ni Freud ni tu mamá»        | Scott Speer |          |  |
| 2.  | «Bella traición»             | Scott Speer |          |  |
| 3.  | «Luz sin gravedad»           | Scott Speer |          |  |
| 4.  | «EPK Utopía»                 |             |          |  |
| 5.  | «Making of Bella traición»   |             |          |  |
| 6.  | «Making of Luz sin gravedad» |             |          |  |

## Sencillos
- «Ni Freud ni tu mamá» fue el primer sencillo de este material discográfico, una canción pop rock que narra la historia autobiográfica de una chica con gran personalidad que decide poner fin a una relación conflictiva. Fue lanzado el 19 de septiembre de 2006.
- «Bella traición» fue el segundo sencillo, una canción rítmica con tendencias nuevamente hacia el pop rock. Fue lanzado el 26 de enero de 2007.
- «Luz sin gravedad» fue el tercer sencillo. La letra cuenta cómo una adolescente se enfrenta a todas las adversidades y golpes de la vida. A pesar de sentirse muy sola, con espíritu y valentía logra salir adelante. Fue lanzado el 29 de mayo de 2007.
- «Alguien más» fue el cuarto sencillo, es una balada rock. Fue lanzado en septiembre de 2007. Para elegir el cuarto sencillo, Belinda hizo una encuesta a sus fanes, de la cual ganó "Alguien más", seguida de "Never Enough", "Amiga soledad", «Pudo ser tan fácil» y «Good... good».
- «Es de verdad" fue el quinto sencillo, es una balada romántica. La canción aparece en el álbum Utopía 2 y fue lanzado el 1 de octubre de 2007.[18]
- «If We Were" fue el sexto sencillo, es la versión en inglés de "Ni Freud ni tu mamá", se lanzó el 28 de agosto de 2007 para Estados Unidos y Europa. Aparece en las reediciones de Utopía.
- «See a Little Light" fue el séptimo y último sencillo, es la versión en inglés de "Luz sin gravedad", siendo lanzado solo para Estados Unidos y Europa. Fue lanzado el 21 de marzo de 2008.

## Premios y nominaciones
En el 2006, el álbum se posicionó en el n.º 4 en los diez mejores discos de pop.
El 29 de agosto de 2007 Belinda recibió una nominación a los Grammy Latinos por mejor álbum vocal pop femenino.

## Créditos y personal
- Belinda: voz.
- Greg Wells: guitarra, batería, programador.
- Jimmy Harry: guitarra, programador.
- John Allen: tambores.
- James Rudder: ingeniero asistente.

## Posiciones
El álbum debutó en el puesto n.º 62 del conteo mexicano de álbumes, llegando a su punto máximo en el puesto n.º 3, manteniéndose en un total de 77 semanas en la lista.

### Posiciones
| Listas (2006 - 2007)                            | Posición |
| ----------------------------------------------- | -------- |
| U.S. Billboard Top Latin Albums                 | 20       |
| U.S. Billboard Latin Pop Albums                 | 8        |
| U.S. Billboard Top Heatseekers                  | 19       |
| U.S. Billboard Top Heatseekers (South Atlantic) | 3        |
| U.S. Billboard Top Heatseekers (South Central)  | 9        |
| Argentina Álbumes Top 20                        | 5        |
| México Álbumes Top 100                          | 3        |
| Lista de fin de año (2006 - 2007)               | Posición |
| México Top 100 Álbumes 2006                     | 43       |
| México Top 100 Álbumes 2007                     | 30       |

## Ventas y certificaciones
| País           | Certificación | Ventas  |
| -------------- | ------------- | ------- |
| México         | Platino       | 105 000 |
| Estados Unidos | Platino       | 80 000  |
| Argentina      | Oro           | 20 000  |
| Venezuela      | Platino       | 10 000  |
| Colombia       | Oro           | 5 000   |
| Chile          | Oro           | 7 500   |